# Presqu'île (Lyon)
Pour l’article homonyme, voir Presqu'île.

La Presqu'île est une partie de la ville française de Lyon qui s'étend sur ses 1er et 2e arrondissements. Elle est classée au patrimoine mondial de l'UNESCO depuis 1999. Géographiquement, la Presqu'île constitue la partie centrale de la ville de Lyon.

## Étymologie

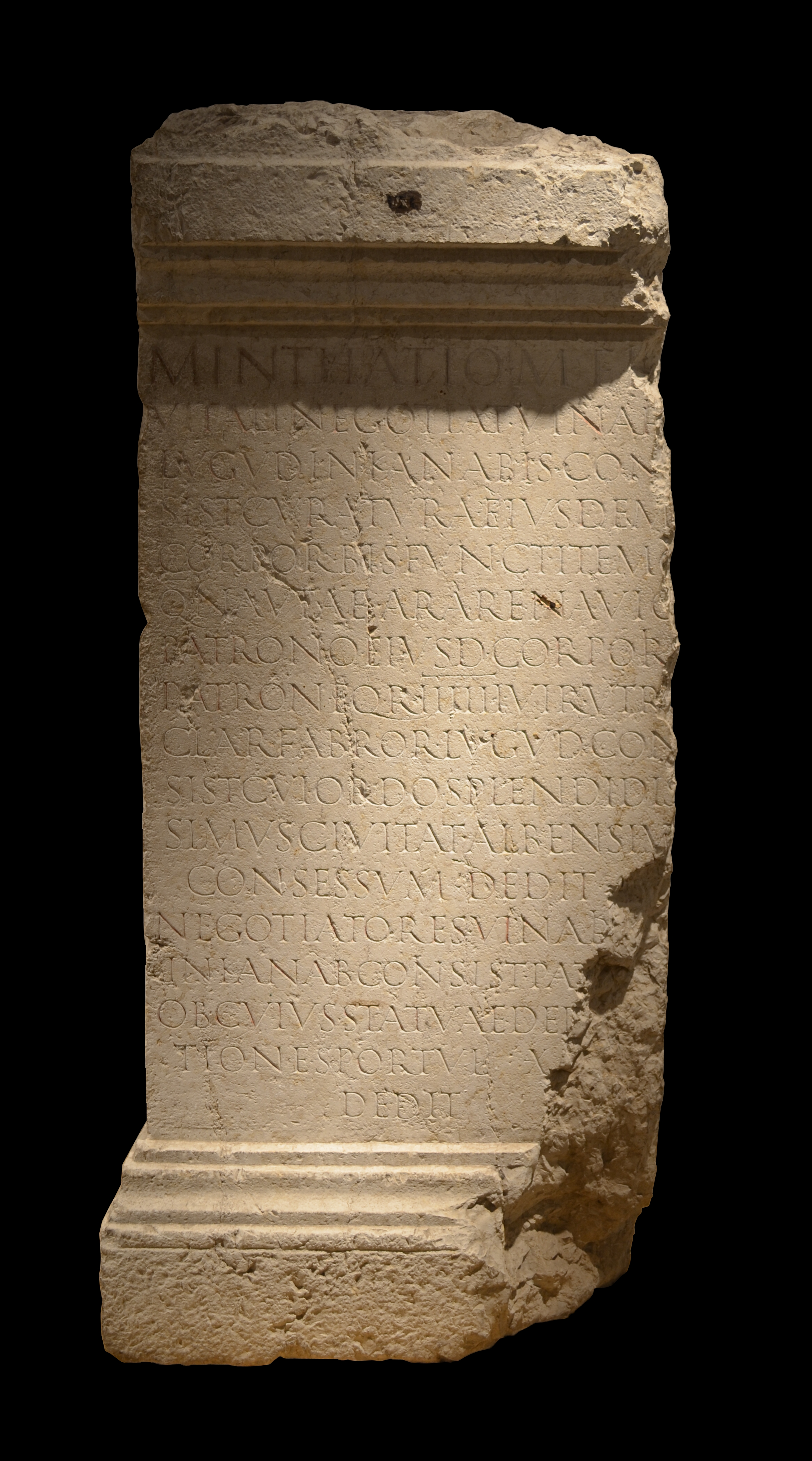
Base de statue dédiée à Marcus Inthatius Vitalis, négociant en vins demeurant à Lyon dans les kanabae.

Le lieu se serait d'abord appelé, à l'époque romaine, Canabae ou île des Canabae, du latin canaba (pl : canabae), baraque, cellier, hangar. Ce nom désigne en général, le quartier d'une ville romaine où se pressent les entrepôts de commerce. Le commerce à Lugdunum, le « Lyon » antique, est essentiellement fluvial. C'est ainsi que le nom Canabae s'est retrouvé lié au quartier de la presqu'île. Ce nom est attesté par deux inscriptions romaines :
- Un bloc retrouvé rue Clotilde-Bizolon (2e arr.) : ce piédestal (1,69 m de haut, 70 cm de large) indique que les négociants en vins demeurant dans les kanabae élèvent une statue en l'honneur de leur patron[1].
- En novembre 1809, un grand fragment est retrouvé dans la Saône où on reconstitue : « [-]ian[-] / [negotiatores v]inari(i) C[abanenses] » : les négociants en vin du quartier des Canabae[2].

Le mot « presqu'île », quant à lui, n'est attesté dans la langue française qu'en 1546.

## Description

### Géographie
D'orientation sud-sud-ouest/nord-nord-est, la presqu'île est longue de 4,5 km du quartier des Terreaux, aux pieds de la colline de la Croix-Rousse jusqu'à la pointe du confluent. Elle est large d'environ 650 à 700 mètres mais atteint une largeur maximale de 830 m dans le quartier de la Confluence et minimale de 570 m aux Cordeliers. Elle est bordée à l'ouest par la Saône, à l'est par le Rhône.
La presqu'île est constituée aujourd'hui de plusieurs quartiers dont le centre-ville de Lyon (Bellecour, Les Terreaux, Les Cordeliers et Ainay), Perrache, Sainte-Blandine, La Confluence, jusqu'au bas des pentes de la colline du quartier de la Croix-Rousse, pour ne citer que les principaux. Elle accueille un axe piétonnier parmi les plus longs d'Europe[réf. nécessaire] : la rue de la République, avec des banques, de nombreux magasins d'alimentation, de la mode, des salles de cinéma, des brasseries et des restaurants. La rue Mercière est au centre de la Presqu'île et la place Bellecour, l'une des plus grandes places d'Europe, en est un lieu d'attraction.

### Sociologie
La presqu'île est constituée de plusieurs quartiers à la sociologie distincte. On peut distinguer quatre zones du nord au sud :
- Les quartiers denses de Saint-Nizier, des Terreaux et des Cordeliers.
- Le quartier de Bellecour et son Carré d'or où se pressent les boutiques de luxe. La place Bellecour marque une charnière dans l'organisation de la presqu'île.
- Le quartier d'Ainay accueille traditionnellement la bourgeoisie lyonnaise autour de la basilique Saint-Martin d'Ainay.
- La gare et le centre d'échanges de Perrache forment une barrière historique avec le quartier de Perrache dédié jusqu'à la fin du XXe siècle aux activités notamment industrielles.
- Enfin, le quartier de Sainte-Blandine et le cours Charlemagne. Le quartier est actuellement en mutation de par le projet Confluence.

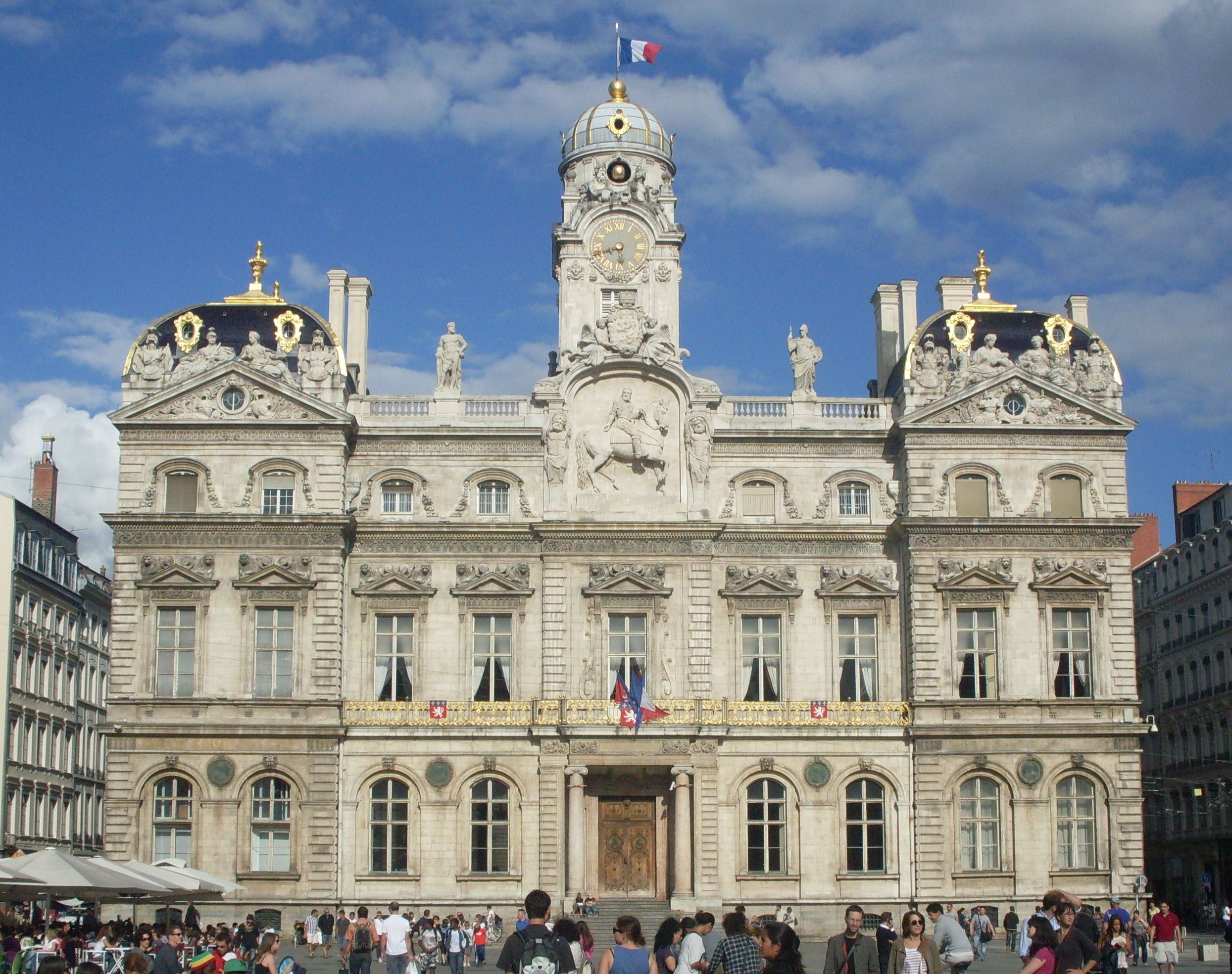
La façade principale de l'Hôtel de Ville donnant sur la place des Terreaux.
L'Opéra national de Lyon, place de la Comédie.
Le palais de la Bourse, place des Cordeliers.
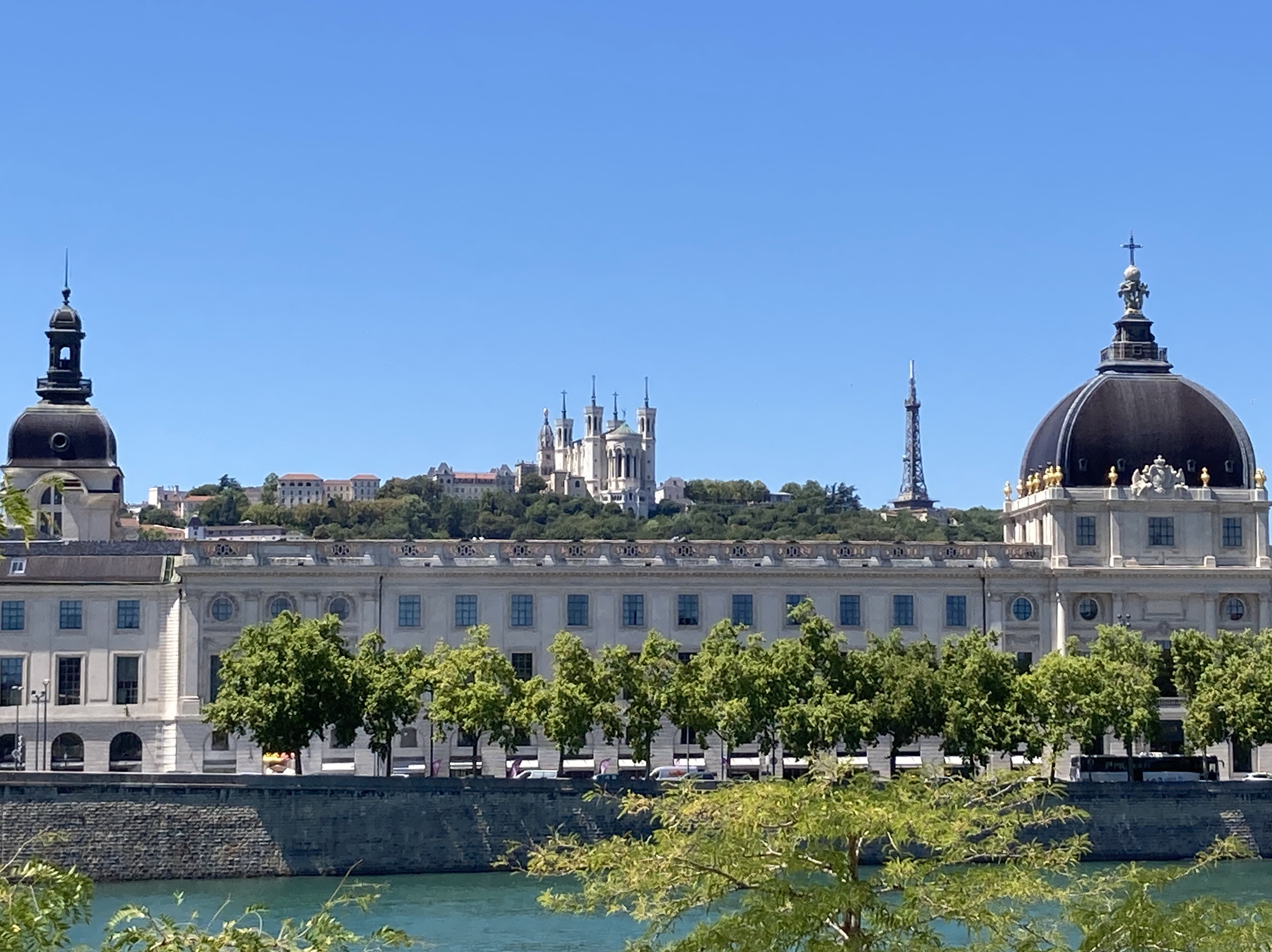
L'Hôtel-Dieu déployant sa façade sur le Rhône sur près de 500m.
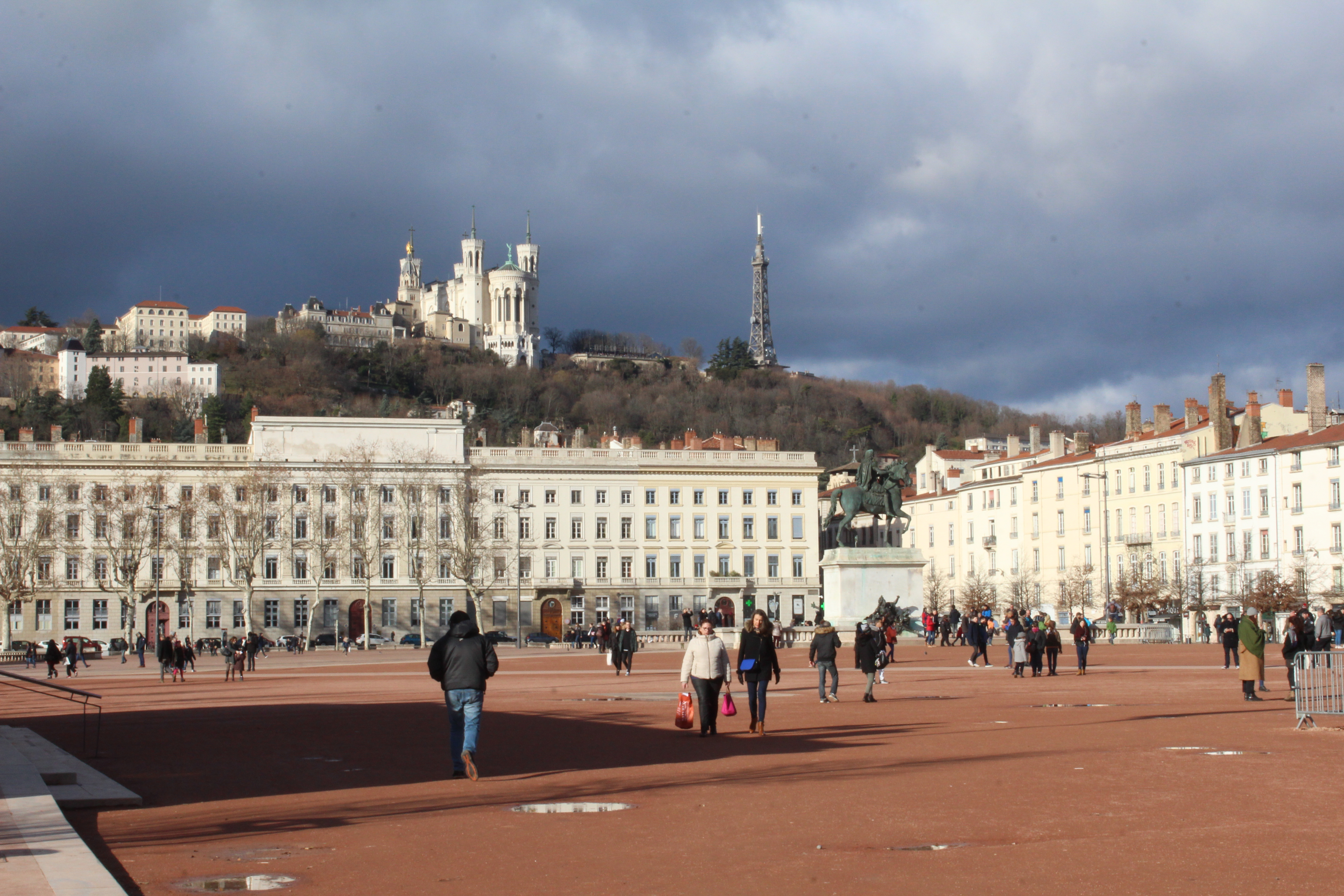
La place Bellecour
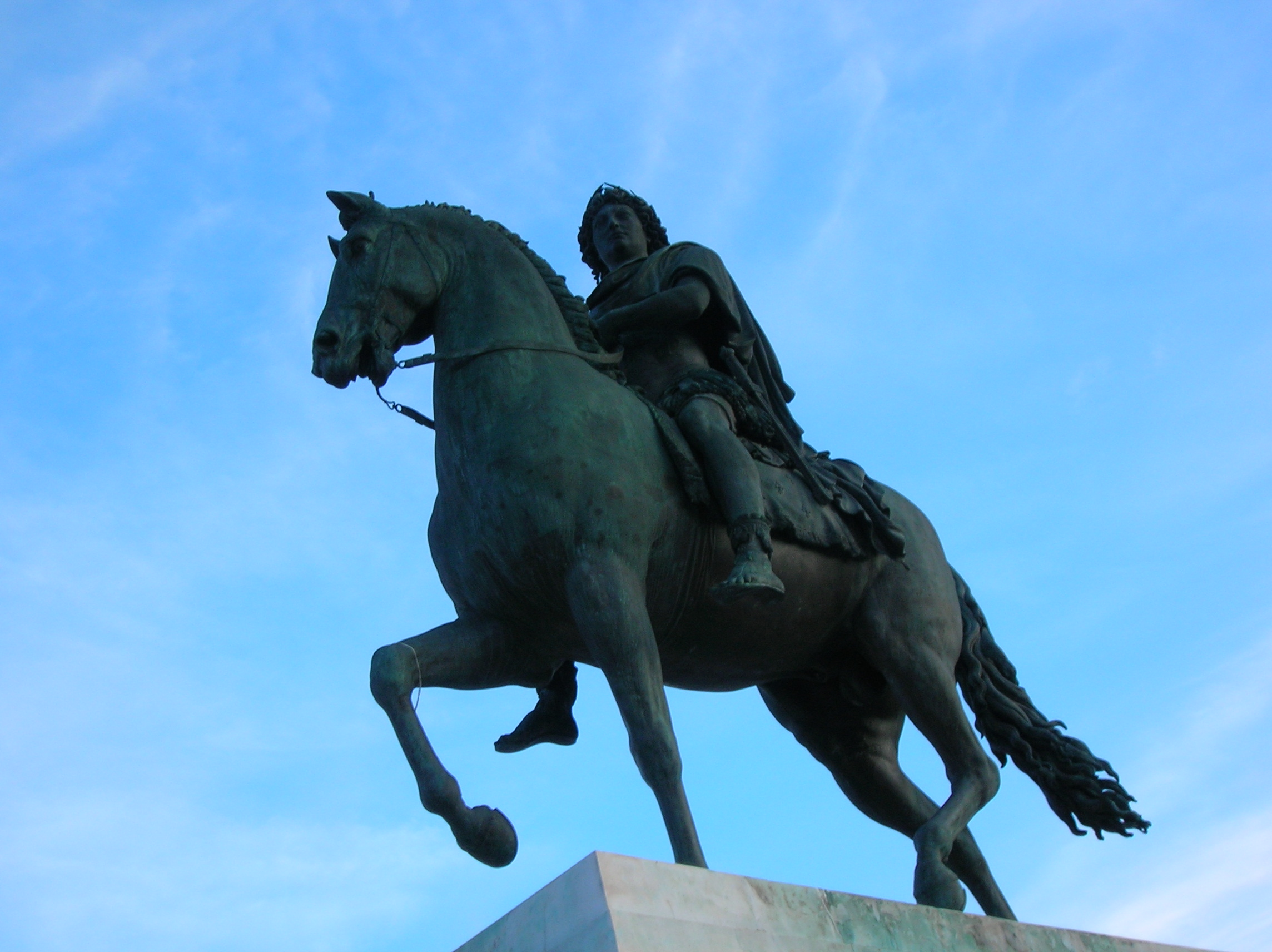
Statue équestre de Louis XIV sur son cheval, place Bellecour.
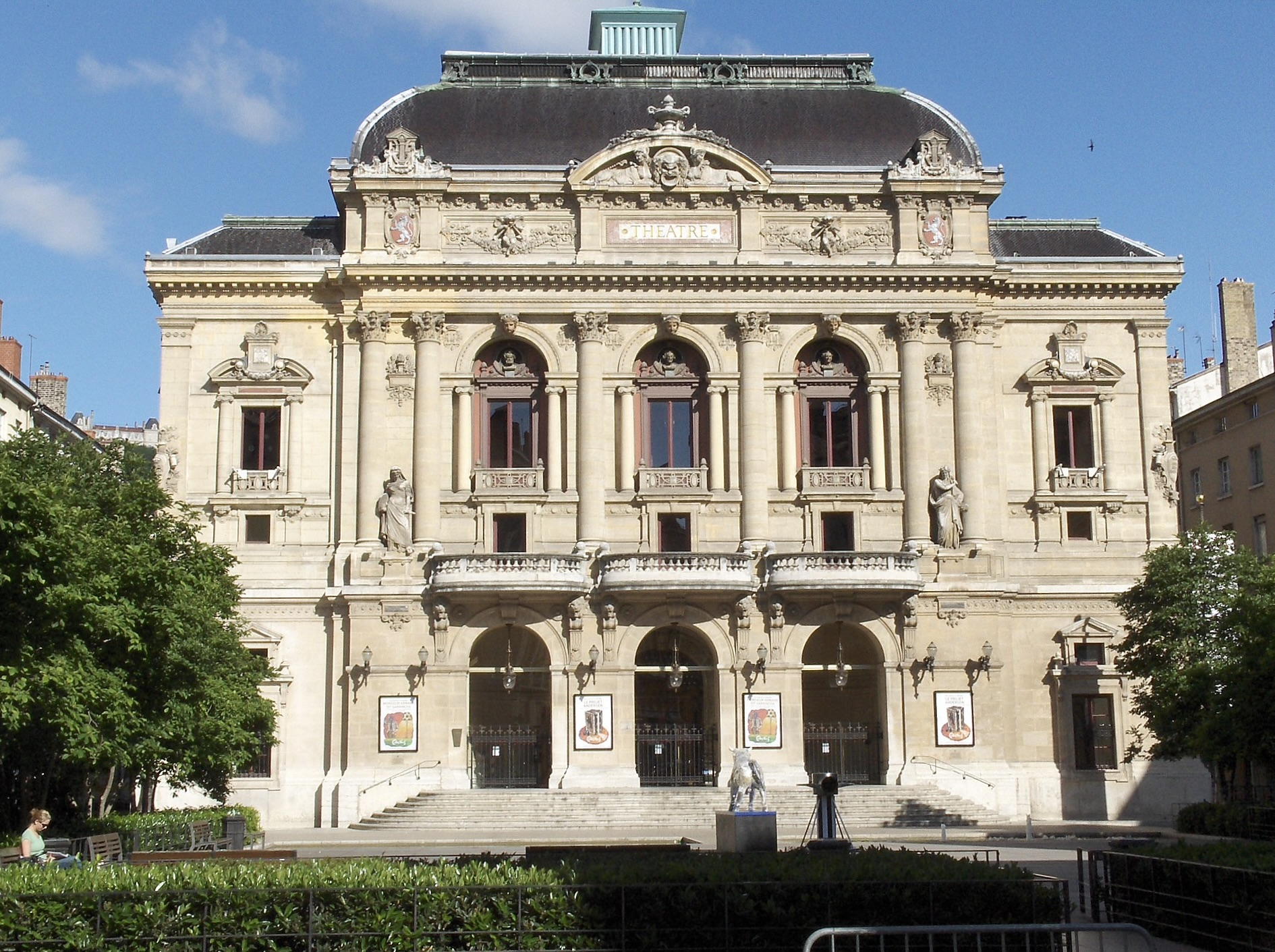
La place des Célestins et son théâtre à l'italienne.
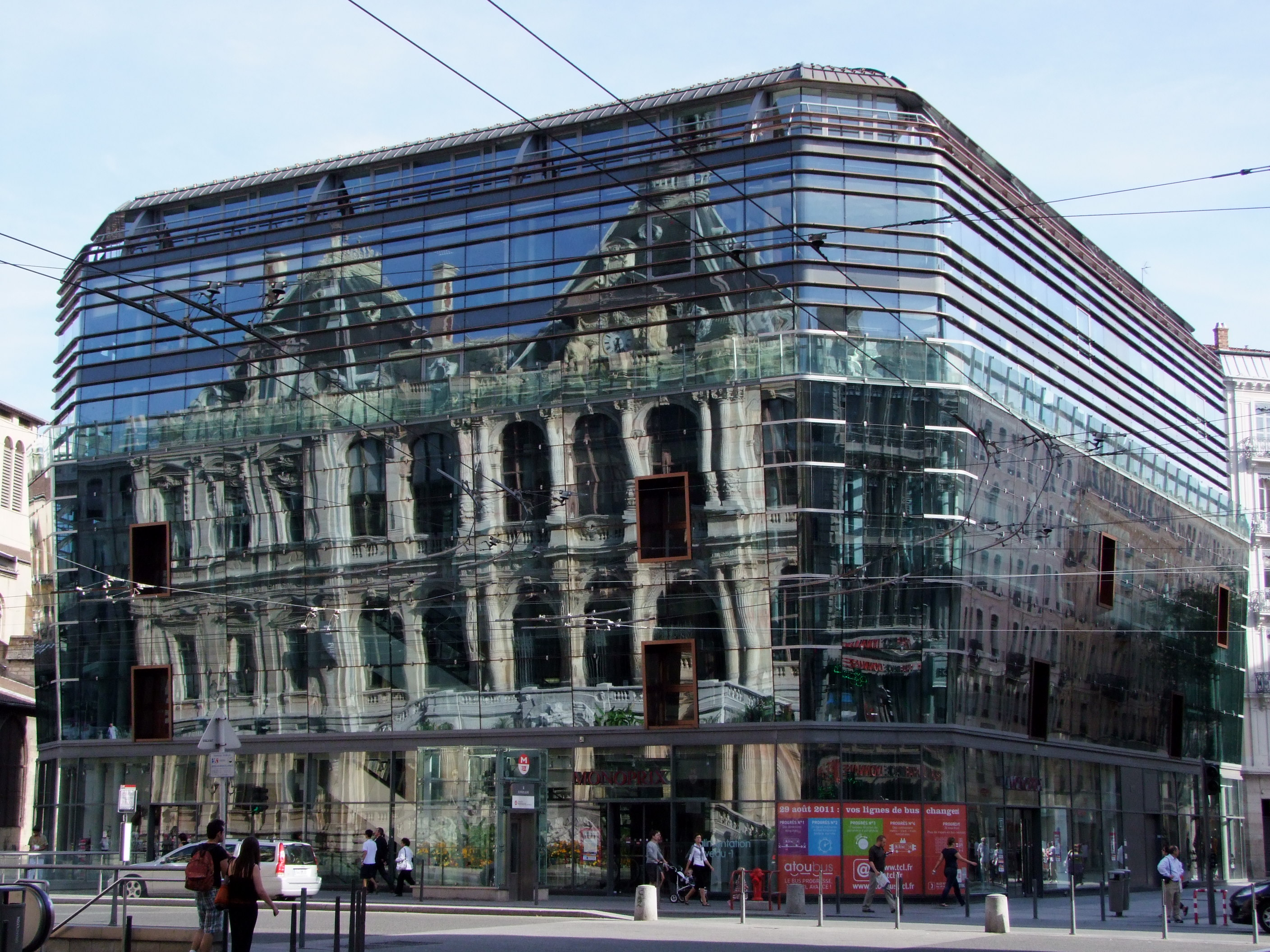
Le Monoprix, place des Cordeliers.

## Hydrologie
L'archéologie, grâce aux fouilles préventives et aidée des géographes, géomorphologues et sédimentologues, permet de dresser la topologie du site à travers les âges :
- À l'âge du bronze, la plaine alluviale du Rhône est stable comme le confirment les traces d'habitat retrouvées sur la rive gauche du Rhône[4].
- Au premier âge du fer (800 à 450), l'activité hydrologique est plus forte : la présence de bancs de galets déposés par le Rhône sur le bas du flanc de la colline de Fourvière (actuel quartier Saint-Jean), montre que le confluent devait se situer vers Saint-Paul. Le sous-sol de la presqu'île montre des vastes bancs de cailloux séparés par des chenaux  de dix à vingt mètres de large et profonds de un à trois mètres : la géomorphologie parle de « tressage » : des bras fluviaux actifs au cours instable : la presqu'île est inhabitable au premier âge du fer.
- Au second âge du fer (450 à 50 av. J.-C.), un changement s'opère : la presqu'île est une plaine d'inondation. Son niveau s'élève à chaque crue grâce à l'apport des sables et limons. Les anciens chenaux du premier âge du fer se colmatent petit à petit. Le Rhône se retire vers l'est, la Saône quitte son chenal au pied de la colline de Fourvière et décrit un tracé proche du cours actuel. La presqu'île est née. Le confluent se décale à l'est et se stabilise au sud du quartier actuel d'Ainay.
- Quand la colonie romaine arrive en 43 av. J.-C., la presqu'île offre un paysage proche de ce qu'elle est aujourd'hui si ce ne sont les chenaux résiduels qui ne sont en eau que lors des crues. La presqu'île ne sera finalement peuplée qu'à partir du Ier siècle[5],[6].

## Histoire

### Présence romaine
La presqu'île actuelle correspondrait approximativement à ce que certains historiens ont appelé l'île des Canabae. L'existence de la Presqu'île est attestée au Ier siècle, tandis que des crues provoquaient à chaque fois la formation de plusieurs petites îles. La Presqu'île semblerait avoir été créée par l'intervention des populations qui se sont installées aux abords de la Saône et du Rhône. De nombreuses hypothèses ont été émises concernant l'évolution topographique de la Presqu'île. 
Zone inondable, elle accueillait non pas de vastes monuments publics mais de de grands entrepôts et des villae aux riches ornements. Plusieurs mosaîques ont été découvertes dans le secteur d'Ainay : la mosaïque des Jeux du cirque  au début du XIXe siècle, la mosaïque de la flûte de Pan en 1966, d'autres dans la station de métro Ampère - Victor Hugo en 2013. L'unique structure à vocation cultuele que l'on pourrait situer dans ce secteur est un possible sanctuaire à Attis, à la fois fils et amant de Cybèle et dont la mythologie des Anciens renvoyait les lieux de culte à l'extérieur de la ville. 
« Toutes ces hypothèses (ont) en commun de supposer une configuration de la presqu’île antique différente de ce qu’elle pouvait être au Moyen Âge, mais surtout de donner une image figée de cette presqu’île durant toute la période romaine, sans envisager qu’elle ait pu connaître une évolution entre les débuts de l’Empire et les IIIe ou IVe siècles.

### Moyen Âge
Un bourg d'outre-Saône, cité au IXe siècle, est établi à l'extrémité du franchissement de la Saône. Ce bourg pourrait avoir été établi au-devant de l'église Notre-Dame de la Platière. Entre 1052 et 1077, est construit le pont du Change et le centre du bourg aurait été déplacé autour de l'église Saint-Nizier,.
Au Moyen Âge et sous la Renaissance, l'activité marchande et d'imprimerie de la rue Mercière, au cœur de la Presqu'île, en faisait une rue très fréquentée. Il en reste au XXIe siècle les brasseries et restaurants qui se la sont appropriée et n'en perpétuent pas moins la réputation.

### Renaissance
L'axe marchand de la presqu'île est constitué des actuelles rue Mercière, place des Jacobins (anciennement place Confort), rue Confort, et rue Bellecordière.

### XVIIIesiècle
Le 23 janvier 1770, le Consulat adopte le plan d'Antoine Michel Perrache visant à remblayer la presqu'île au sud de l'enceinte d'Ainay et de repousser ainsi vers le sud le confluent du Rhône et de la Saône. Un nouveau lit rectiligne est creusé pour le Rhône et les multiples bras de l'ancien lit du fleuve sont comblés, rattachant ainsi une série d'îles à la presqu'île,.
Le 13 février 1777, le consulat ordonne, à la demande de Perrache, la démolition de l´enceinte d'Ainay.

### Percées duXIXesiècle
C'est à cette époque, à l'exemple de Paris et de ses grands boulevards haussmaniens, que sont percés les deux grands axes actuels, à savoir la rue Victor Hugo et la rue de la République (alors rue Impériale).
La Presqu'île est reliée au plateau de la Croix-Rousse par deux funiculaires : celui de la rue Terme en 1862 et celui de Croix-Paquet (actuelle ligne C du métro) en 1891.

### Aujourd'hui
La presqu'île constitue le cœur historique de la ville et une zone marchande de premier ordre. Le chiffre d'affaires du commerce en presqu'île est égal à celui généré par le centre commercial de la Part-Dieu (3e arrondissement).

## Monuments et lieux culturels
La Presqu'île est aujourd'hui le vrai centre de Lyon, elle est la continuité urbaine de la cité antique, du Vieux-Lyon (médiéval et renaissance) par ses rues renaissances (rue Mercière), ses grandes artères haussmanniennes, ses places, ses hôtels particuliers et ses monuments classiques. Elle est classée au patrimoine mondial de l'Unesco. Voici les monuments les plus remarquables :
- la basilique Saint-Martin d'Ainay dans le quartier d'Ainay
- la place Bellecour, la statue équestre de Louis XIV, ainsi qu'une statue d'Antoine de Saint-Exupéry avec Le Petit Prince
- la place Antonin-Poncet
- la place Carnot
- l'hôtel-Dieu
- le théâtre des Célestins
- le palais de la Bourse
- l'église Saint-Nizier
- l'hôtel de ville et la place des Terreaux
- le musée des Beaux-Arts de Lyon
- l'opéra
- le Musée des Confluences

## Accessibilité

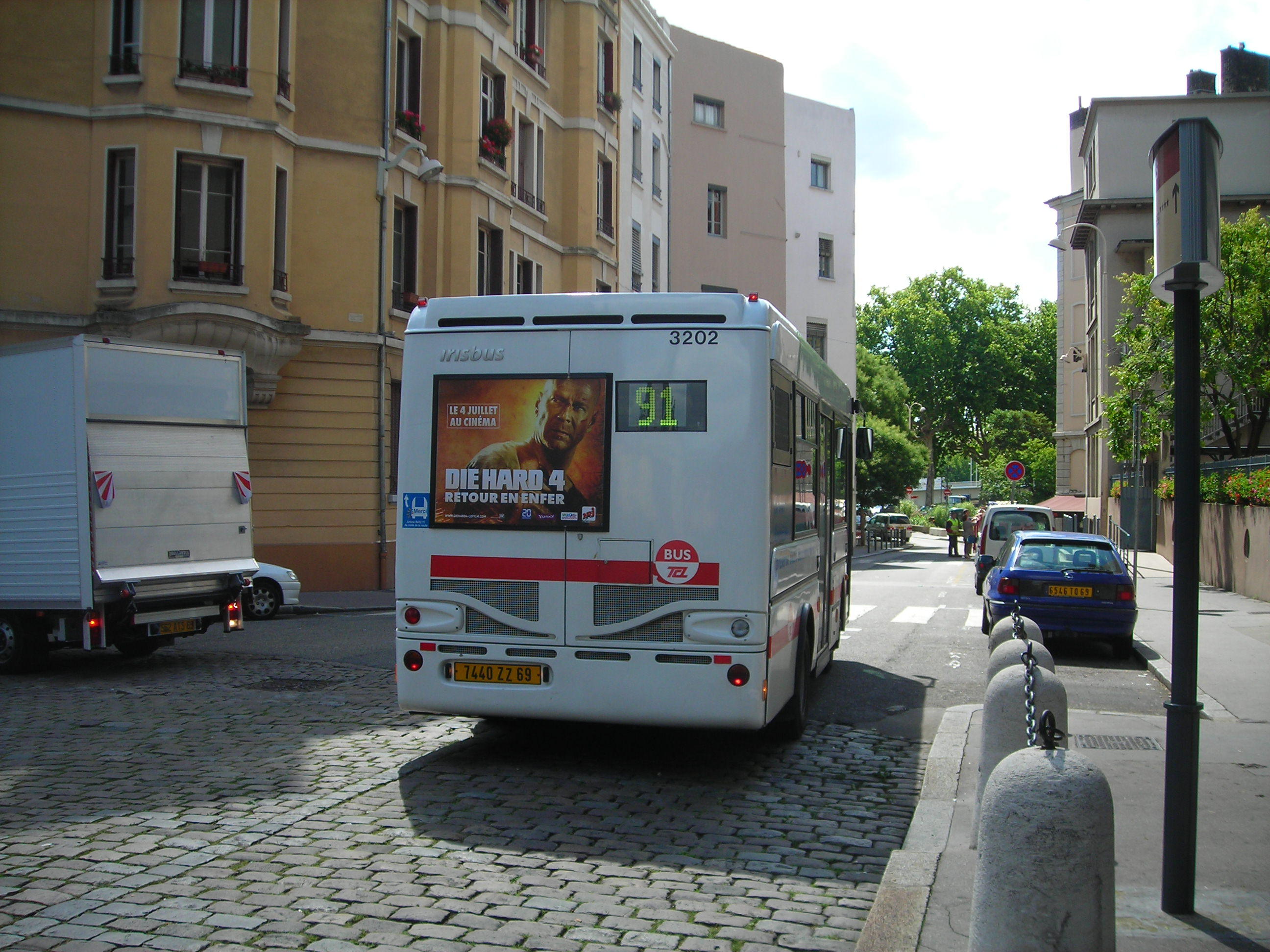
Autobus Navette 91, l'actuelle ligne S1, des TCL de la Presqu'île partant du terminus Saint-Paul Gare

Ce site est desservi par les stations de métro Hôtel de Ville - Louis Pradel (lignes A et C), Cordeliers (ligne A), Bellecour (lignes A et D), Ampère - Victor Hugo (ligne A) et Perrache (ligne A), ainsi que par les stations de tramway Perrache (lignes T1 et T2), Suchet (ligne T1), Sainte-Blandine (ligne T1), Hôtel de Région - Montrochet (ligne T1) et Musée des Confluences (ligne T1).